# حسین حمیدی
حسین حمیدی (زاده ۱۳۳۶ اردبیل) آهنگساز و نوازنده اهل ایران می‌باشد.

## زندگی‌نامه و فعالیت‌هنری
حسین حمیدی در سال ۱۳۳۶ در شهر اردبیل و در خانواده‌‌ای اهل موسیقی متولد شد. مادربزرگ او نوازندۀ ساز گارمون و تشکیل‌دهندۀ "گروه دخترها" (قزلار دسته‌سی) در سال ۱۳۲۸ در اردبیل بود. پدر و عموهایش از اهالی  موسیقی آذربایجان بودند. حسین حمیدی در سال ۱۳۴۸ به تشویق پدر وارد هنرستان عالی موسیقی ملی در تهران شد. وی از سال ۱۳۵۶ تا ۱۳۵۸ در استانبول به تحصیل در رشتۀ هنرهای زیبا پرداخت، اما تحصیل خود را نیمه تمام گذاشت و به ایران بازگشت. از سال ۱۳۷۱ به تحقیق و بازشنوایی نوارهای موسیقی محلی ایران که به سرپرستی خانم فوزیه مجد ضبط و تحقیق شده بود پرداخت.  این مجموعه نوارها از سال ۱۳۵۱ الی ۱۳۵۸ به همت خانم فوزیه مجد در طی سفرهای متعددی به مناطق موسیقیایی محلی ایران و به سفارش رادیو تلویزیون وقت (ملی ایران) و با عنوان "گروه گرد آوری و تحقیق موسیقی" جمع‌آوری شده است. بازشنوایی و آوانویسی مجموعه نوارهای ذکر شده در طی چهار سال  تبدیل به سکوی پرتابی برای حسین حمیدی به سوی بازنگری در موسیقی محلی ایران شد که ماحصل آن سفرهای تحقیقاتی موسیقی درمراکز و روستاهای کشور وآشنایی او با بزرگان موسیقی محلی ایران بوده است. او گروه شمشال را در سال ۱۳۷۹ تشکیل داد که از اهداف برجسته آن ارائه و بازنمایی نمونه‌های مختلف سازبندی در موسیقی نواحی ایران است.

## آثار
| نام آلبوم                                | سال انتشار | خواننده                                           | ناشر                               | توضیحات                                 |
| سوتک                                     | ۱۳۹۵       | -                                                 | ماهور                              | متن، گردآوری و نوازنده سوتک             |
| چهارده (رقص های آذربایجان)               | ۱۳۹۱       | -                                                 | رهگذر هفت اقلیم                    | گردآوری و تنطیم کننده                   |
| لالایی ها و آواهای سرزمین مادری‌ام ایران  | ۱۳۹۱       | افسانه جهانگیری                                   | آوای باربد                         | گردآوری و تنظیم                         |
| هفت رِنگ و یک تصنیف غمگین                 | ۱۳۹۰       | -                                                 | رهگذر هفت اقلیم                    | رِنگ‌ساز، تصنیف ساز و آرایمان             |
| چهارراه                                  | ۱۳۹۰       | -                                                 | آوا خورشید                         | گردآوری و تنظیم                         |
| کولی                                     | ۱۳۸۹       | -                                                 | آوا خورشید                         | گردآوری و تنظیم                         |
| دودوک (چهارنوازی و تکنوازی بالابان)      | ۱۳۸۵       | -                                                 | کانون پرورش فکری کودکان و نوجوانان | گردآوری و تنظیم کننده و نوازنده دودوک   |
| هشت بهشت (گزیده‌ای از موسیقی نواحی ایران) | ۱۳۸۳       | -                                                 | ماهور                              | گردآوری و متن                           |
| زرنگیس (موسیقی گیلان)                    | ۱۳۸۳       | ناصر وحدتی                                        | ماهور                              | گردآوری، تنظیم کننده و سرپرست           |
| اوجاداغلار (موسیقی ایل قشقایی)           | ۱۳۸۳       | نصرالله جهانگیری، افسانه جهانگیری، نازلی جهانگیری | ماهور                              | تنظیم کننده و سرپرست                    |
| آران (موسیقی آذربایجان)                  | ۱۳۸۲       | فریبرز دانایی، عاشق ولی آقایی                     | شواش نوا                           | گردآوری ، تنظیم کننده وسرپرست           |
| نوایی                                    | ۱۳۸۱       | سیما بینا                                         | Fars Media                         | تنظیم کننده                             |
| شولا                                     | ۱۳۸۱       | سیما بینا                                         | Fars Media                         | گردآوری و تنظیم کننده                   |
| پریشان                                   | ۱۳۷۹       | سیما بینا                                         | Fars Media                         | گردآوری و تنظیم کننده                   |
| بالابان                                  | ۱۳۷۹       | -                                                 | ماهور                              | گردآوری ، تنظیم کننده و نوازندۀ بالابان |
| گیله لو (موسیقی گیلان)                   | ۱۳۷۶       | فریدون پوررضا                                     | ماهور                              | گردآوری و تنظیم                         |
| ترانه‌های محلی فارس                       | ۱۳۷۵       | مهران بردیده                                      | ماهور                              | گردآوری و تنظیم                         |
| می گیلان                                 | ۱۳۷۵       | فریدون پوررضا                                     | ماهور                              | تنطیم کننده                             |
| هشت بهشت (کتاب و چهار نوار کاست)         | ۱۳۷۴       | -                                                 | ماهور                              | گردآوری ، تنظیم و نویسندۀ کتاب سازشناسی |
| شاباش (موسیقی رقص‌های محلی ایران)         | ۱۳۷۴       | -                                                 | ماهور                              | گردآوری و تنطیم کننده                   |

| همکاری‌ها            | همکاری‌ها   | همکاری‌ها           | همکاری‌ها                                  | همکاری‌ها         | همکاری‌ها              | همکاری‌ها |
| ------------------- | ---------- | ------------------ | ----------------------------------------- | ---------------- | --------------------- | -------- |
| نام آلبوم           | سال انتشار | آهنگساز/تنظیم‌کننده | خواننده                                   | ناشر             | توضیحات               |          |
| مادران زمین         | ۱۳۸۸       | حسین علیزاده       | پروین نمازی، افسانه جهانگیری و هما نیکنام | Ba Music Records | نوازنده بالابان و لبک |          |
| گفتگو               | ۱۳۸۴       | مهرداد پاکباز      | -                                         | هرمس             | نوازنده بالابان       |          |
| آواهای سرزمین ایران | ۱۳۸۴       | ساسان فاطمی        | -                                         | ماهور            |                       |          |
| ژوان                | ۱۳۸۱       | سعید فرجپوری       | سعدالله نصیری                             | ماهور            | نوازنده نرمه‌نای       |          |
| گوش ۱               | ۱۳۸۱       | علی صمدپور         | -                                         | ماهریز           | آهنگساز               |          |
| برداشت              | ۱۳۸۰       | پیمان یزدانیان     | -                                         | هرمس             |                       |          |
| موسیقی فیلم         | ۱۳۸۰       | حسین علیزاده       | -                                         | ماهور            |                       |          |
| زمانه               | ۱۳۷۵       | سعید فرجپوری       | عزیز شاهرخ                                | ماهور            | نوازنده نرمه‌نای       |          |
| آوات                | ۱۳۷۳       | سعید فرجپوری       | عزیز شاهرخ                                | ماهور            | نوازنده نرمه‌نای       |          |

| نام آلبوم                   | خواننده                                   | ناشر       | توضیحات                        |
| مجلس‌آرایی دستۀ شمشال        | بهرام سارنگ، پروین نمازی، افسانه جهانگیری | آوا خورشید | گردآوری ، تنظیم کننده و سرپرست |
| جومه نارنجی (موسیقی خراسان) | افسانه جهانگیری، نازلی جهانگیری           | شواش نوا   | گردآوری ، تنظیم و سر پرست      |
| سرنا و کرنا نوازی در فارس   | -                                         | ماهور      | گردآوری و متن                  |
| راه                         | -                                         | شواش نوا   | گردآوری و تنطیم کننده          |
| خواب                        | سیما بینا                                 | -          | تنظیم موسیقی و صداهای طبیعت    |